# Перлеево (гмина)
Перлеево (пол. Perlejewo) — сельская гмина (волость) в Польше, входит как административная единица в Семятыченский повет, Подляское воеводство. Административный центр гмины — деревня Перлеево. Население — 3190 человек (на 2004 год).

## Демография
| Перепись                       | Всего   | Всего | Женщины | Женщины | Мужчины | Мужчины |
| ------------------------------ | ------- | ----- | ------- | ------- | ------- | ------- |
| Единицы                        | человек | %     | человек | %       | человек | %       |
| Население                      | 3190    | 100   | 1593    | 49,9    | 1597    | 50,1    |
| Плотность населения (чел./км²) | 30      | 30    | 15      | 15      | 15      | 15      |

## Поселения
1. Божимы
2. Чаркувка-Дужа
3. Чаркувка-Мала
4. Глембочек
5. Глоды
6. Гранне
7. Кобыля
8. Коски-Дуже
9. Коски-Выпыхы
10. Крузы
11. Лещка-Дужа
12. Лещка-Мала
13. Лесники
14. Лазы
15. Мёдусы-Двораки
16. Мёдусы-Инохы
17. Мёдусы-Покшивне
18. Мочидлы-Дубины
19. Мочидлы-Кукелки
20. Мочидлы-Пщулки
21. Нове-Гранне
22. Ольшево
23. Оснувка
24. Оснувка-Вырембы
25. Пелх
26. Перлеево
27. Печиски
28. Поняты
29. Старе-Мочидлы
30. Твароги-Ляцке
31. Твароги-Руске
32. Твароги-Мазуры
33. Твароги-Тромбница
34. Твароги-Выпыхы
35. Викторово

## Соседние гмины
1. Гмина Цехановец
2. Гмина Дрохичин
3. Гмина Гродзиск
4. Гмина Яблонна-Ляцка